# تلمبه شهابی
تلمبه شهابی یک منطقهٔ مسکونی در ایران است که در دهستان نگار واقع شده‌است.